# Desa Kasomalang Wetan
Desa Kasomalang Wetan är en administrativ by i Indonesien.   Den ligger i provinsen Jawa Barat, i den västra delen av landet, 110 km sydost om huvudstaden Jakarta. Desa Kasomalang Wetan ligger vid sjön Situ Cigayonggong.